# Puech Bernis
Le puech Bernis est un sommet des monts du Cantal dans le Massif central.

## Géographie

### Situation
Le puech Bernis est situé sur une ligne de crête entre le col d'Aisses et le Courpou Sauvage, entre les communes de  Thiézac et de Saint-Cirgues-de-Jordanne.

### Géologie
Le puech expose un agencement de coulées trachyandésitiques datées de 7,88 millions d'années.

## Protection environnementale
Le sommet est inclus dans la ZNIEFF de type 2 « Monts du Cantal ».